# Karl Wüstefeld
Karl Wüstefeld (* 19. Januar 1857 in Obernfeld; † 24. Januar 1937 in Duderstadt) war ein deutscher Rektor, Komponist, Organist und Heimatforscher.

## Leben
Karl Wüstefeld besuchte von 1873 bis 1876 das Progymnasium in Duderstadt und das Lehrerseminar in Hildesheim. Von 1876 bis 1879 war er Lehrer in Bolzum im Landkreis Hildesheim und von 1879 bis 1922 Lehrer und Rektor der Volksschule in Duderstadt. Außerdem unterrichtete er von 1899 bis 1930 an der gewerblichen Berufsschule in Duderstadt, deren Leitung ihm 1910 übertragen wurde. An der Gründung einer Präparandie am Progymnasium in Duderstadt war er maßgeblich beteiligt.
Ab 1884 war er Kantor und Chorleiter und ab 1894 bis zu seinem Tode 1937 Organist an der St. Cyriakus-Kirche in Duderstadt, als direkter Nachfolger des damals bekannten Klavier- und Orgelvirtuosen Joseph Maria Homeyer. Er war ein Schüler von Engelbert Humperdinck. Zudem war er Komponist zahlreicher geistlicher und weltlicher Werke.
Seit dessen Gründung im Jahre 1906 war er Vorsitzender des Heimatkundlichen Vereins Untereichsfeld.
Karl Wüstefeld veröffentlichte 17 Bücher und zahlreiche Aufsätze zu Sagen des Eichsfeldes, zum Schulwesen, zur Kirchengeschichte, zu Wallfahrten, zum Kirchengesang, zum alten Gewerbe, zur Geologie und Landschaftskunde sowie zur Orts- und Personengeschichte. Er bleibt im Eichsfeld als ein Förderer der religiös-kulturellen Zusammengehörigkeit von Ober- und Untereichsfeld und als Erforscher und Chronist des christlichen Brauchtums in Erinnerung.

## Werke

### Schriften
- Das Kloster der Ursulinerinnen in Duderstadt. G. Hövener, Duderstadt 1911.
- Sagenschatz des Untereichsfeldes. G. Hövener, Duderstadt 1913.
  - 3., erweiterte Aufl. in zwei Bänden unter dem Titel Sagenschatz des Untereichsfeldes nebst Sagen der angrenzenden Gebiete. Nebst einer Übersicht der erdkundlichen und geschichtlichen Verhältnisse des Untereichsfeldes. G. Hövener, Duderstadt 1924 (Bd. 1) und 1926 (Bd. 2).
- Eichsfelder Volksleben. Volkskundliche Bilder vom Eichsfelde. A. Mecke, Duderstadt 1919.
- Geschichtliche, volkswirtschaftliche und erdkundliche Bilder für Schule und Haus. Ein Lese- und Heimatbuch. Zwei Bände. G. Hövener, Duderstadt 1920.
- Obereichsfeldischer Sagenschatz. F. W. Cordier, Heiligenstadt 1920.
- Geschichte des eichsfeldischen Kirchen-Gesanges. F. W. Cordier, Heiligenstadt 1921.
- Die Heilig-Blut-Wallfahrt nach Walldürn und die Eichsfelder. F. W. Cordier, Heiligenstadt 1922.
- Die Glockengießerei F. Otto, Hemelingen bei Bremen. A. Mecke, Duderstadt 1924.
- Aus der eichsfeldischen Heimat. Volkskundliche Bilder vom Eichsfelde. A. Mecke, Duderstadt 1925.
- Der Seeburger See. G. Hövener, Duderstadt 1927.
- 1000 Jahre Duderstadt. Geschichte der Stadt Duderstadt. Zur Tausendjahrfeier. Magistrat der Stadt Duderstadt, Duderstadt 1929.
- Kloster Teistungenburg im Eichsfeld. Verlag Eichsfelder Heimatbote, Heiligenstadt 1936.
- Sylvester- und Neujahrsbräuche. Eichsfelddruck, Heiligenstadt 1984.

### Kompositionen und Bearbeitungen
- mit Fritz Fuldner (Text): Schneewittchen. Für Soli und Chor mit Klavierbegleitung und verbindendem Text mit lebenden Bildern. F. W. Cordier, Heiligenstadt um 1890.
- mit Heinrich Scholle: Melodienbuch zum katholischen Gesangbuch für das Untereichsfeld von 1921. G. Hövener, Duderstadt 1921.
- Organon. Sammlung von Fughetten und Versetten in alten und neuen Tonarten. Böhm & Sohn, Augsburg 1934 (Neuausgabe 1950).
- Ave Maria. Für zwei gleiche Stimmen und Orgel. Herausgegeben von Hermann Bode. Exsultate-Verlag, Hildesheim 2002.